# Šilalė
Šilalė ( escoltar (?·pàg.)) és la capital del districte municipal de Šilalė en el comtat de Tauragė, Lituània. Es troba a 30 km de la ciutat de Tauragė. El riu Lokysta creua la ciutat de Šilalė.

## Galeria
|  |  |